# Флаг Оверэйсела
Флаг Оверэйсела — официальный символ нидерландской провинции Оверэйсел. Состоит из пяти горизонтальных полос (сверху вниз): красной, жёлтой, синей волнистой, жёлтой, красной. Утверждён Советом депутатов Оверэйсела 21 июля 1947 года, а 20 августа того же года вошёл в использование.

## Символика

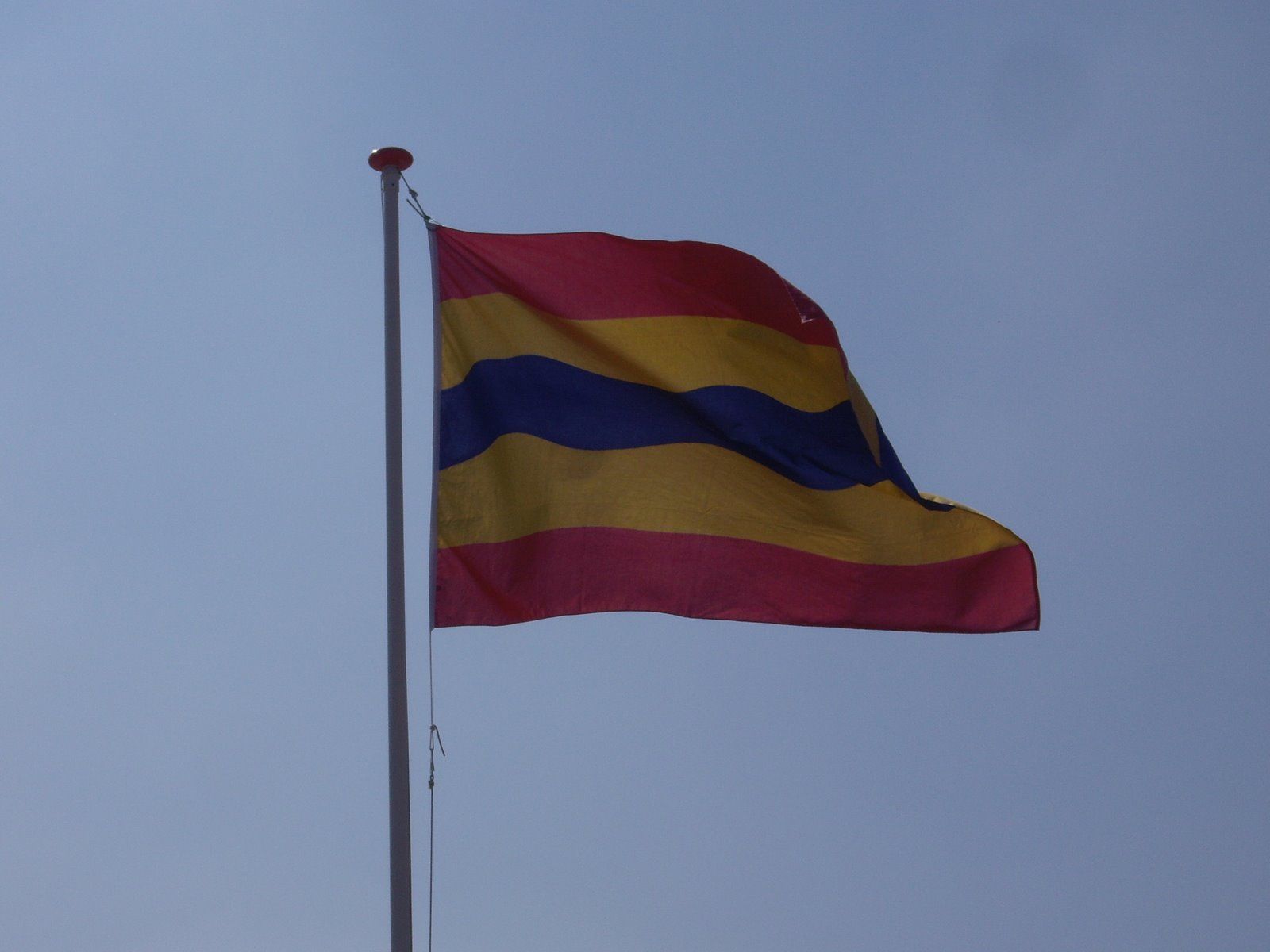
Развевающийся флаг на древке

Красный и жёлтый цвета служат, чтобы подчеркнуть исторические связи с Голландией. Это цвета голландского герба, они присутствуют и на флаге Южной Голландии, и (наряду с синим) на флаге Северной.
Волнистая синяя линия символизирует реку Эйссел, от которой происходит название провинции.

## Дизайн и пропорции
Соотношение ширины и длины флага составляет 5:8½ (или 10:17), но на практике часто используются флаги с пропорциями 2:3.
Ширина полос всех цветов составляет одну пятую от ширины полотнища. Синяя полоса делает три изгиба.
Оттенки цветов в системе PMS: красный — PMS 032, жёлтый — PMS 109, синий — PMS 293.

## История
Данный флаг, принятый в 1948 году, — единственный, который когда-либо имела провинция Оверэйсел. Десятью годами ранее на сорокалетней годовщине правления королевы Вильгельмины Оверэйсел был представлен красно-жёлто-синим горизонтальным триколором, у которого, однако, не было официального статуса.